# Xiaoping Li
Xiaoping Li (Ningbó, China, 19 de septiembre de 1962) es un gimnasta artístico chino, especialista en la prueba de caballo con arcos con la que ha logrado ser subcampeón mundial en 1983.

## Carrera deportiva
En el Mundial de Moscú 1981 gana el bronce por equipos, tras la Unión Soviética y Japón, siendo sus compañeros de equipo: Tong Fei, Li Ning, Li Yuejiu, Huang Yubin y Peng Yaping.
En el Mundial de Budapest 1983 gana la plata en caballo con arcos, tras el soviético Dmitry Bilozerchev y empatado con el húngaro Gyorgy Guczoghy.
En los JJ. OO. de Los Ángeles 1984 consigue la plata en el concurso por equipos, tras Estados Unidos y por delante de Japón, siendo sus compañeros de equipo: Li Ning, Li Yuejiu, Lou Yun, Tong Fei y Xu Zhiqiang.